# Sohoman
Sohoman is een livealbum van Tangerine Dream, dat verscheen in 1999. Sohoman bevat delen van een concert dat TD op 22 februari 1982 gaf in het Regent Theatre te Sydney, Australië. Dat concert werd uitgezonden via een plaatselijk radiostation en al in 1984 verschenen daarvan de eerste bootlegs onder de titel Leprous appearance on Wednesday. Een compact disc-versie verscheen in 1994 onder de titel Dreaming. TD probeerde juist in die tijd een eind te maken aan de vele bootlegs en kwam met Sohoman, een door de band zelf geremixt album van delen van dat concert. Het totale concert verscheen in 2004 als Tangerine Dream Live Sydney.

## Musici
- Edgar Froese, Christopher Franke, Johannes Schmoelling – toetsinstrumenten, elektronica

## Muziek
| Nr. | Titel                | Duur |
| --- | -------------------- | ---- |
| 1.  | Convention of the 24 |      |
| 2.  | White eagle          |      |
| 3.  | Ayres majestic       |      |
| 4.  | Logos part 1         |      |
| 5.  | Bondy parade         |      |